# ジョゼフ・ギルモ
ジョゼフ・ギルモ (Joseph Guillemot、1899年10月1日- 1975年3月9日)は、フランスの陸上競技選手。長距離の選手で1920年アントワープオリンピックに出場。5000mで金メダル、10000mで銀メダルを達成した選手である。

## 経歴
オート＝ヴィエンヌ県ル・ドラ出身。ギルモは第一次世界大戦に従軍したときに、マスタードガスを吸い込み肺に重い症状を追うこととなった。また彼の心臓は普通の人とは反対の右胸にあった。また、競技者として小柄な体(160 cm、54 kg)という数々のハンデを背負いながら、彼は超人のような能力で数多くの大会で勝利してきた。
1920年にギルモはフランスの軍人競技会と国内選手権の5000mにも勝利しオリンピックへの出場権を得る。1920年アントワープオリンピックでは、まず5000mに出場する。フィンランドのパーヴォ・ヌルミが優勝候補の最右翼であった。
5000m決勝では、ヌルミは強敵であったスウェーデンの2選手を追い落とすために大胆な戦略を考えた。彼は3周を過ぎたところで早くも抜け出し、加速していった。付いていったのはギルモだけであった。レースも半分に差し掛かったところで、ギルモは依然ヌルミについていた。ところが、大胆に先行したヌルミも次第に疲れてきて、残り1週を切り、最後のコーナーを回ったところで、ギルモはヌルミを抜き去り、ラストスパートをかけた。ヌルミはついていくことができず、ギルモは金メダルを獲得。4秒遅れてヌルミが銀メダルであった。
ギルモは10000mにも出場する。しかし、国王のアルベール1世のリクエストにより、決勝は3時間早められることとなった。ギルモがそのことを聞いたのは、昼食をたくさんとった後であり競技中は胃痛に悩まされることとなった。また、彼のシューズが盗まれてしまったため2つ大きいサイズのシューズで走らなくてはならなくなった。このような不利な条件の中、銀メダルを獲得した。
アントワープオリンピック後のギルモは、国際クロスカントリー大会で、1922年には個人の部で優勝。1922年、1926年には団体でフランスを勝利に導いた。1924年パリオリンピックには、彼とフランス陸連との協議が整わず出場しなかった。